# Torreóni csata (1914)
Az 1914. március 21-től április 2-ig tartó torreóni csata a mexikói forradalom egyik jelentős ütközete volt, ahol a Pancho Villa vezette forradalmárok elfoglalták a huertista szövetségi erők által védett várost.

## Előzmények
Az 1910-ben kezdődött forradalom első szakasza a forradalmárok győzelmével zárult: 1911-ben lemondott Porfirio Díaz elnök, helyére később Francisco Ignacio Madero, a forradalom kirobbantója került. 1913 elején azonban a régi rendszer hívei Victoriano Huerta árulása segítségével meggyilkolták Maderót, az új elnök Huerta lett. Ellene országos összefogás alakult ki a korábbi forradalmárok köreiben, Chihuahua államban az antihuertista mozgalom valódi parancsnoka Pancho Villa volt, bár Venustiano Carranza coahuilai kormányzó volt az, aki saját magát az egész felkelés fővezérévé nevezte ki.
Villa tavasszal mindössze 8 társával érkezett vissza Mexikóba az Amerikai Egyesült Államokból, ám ahogy teltek a hónapok, egyre többen csatlakoztak hozzá, és egyre több fegyvert is szereztek. Torreónt 1913 őszén egyszer már elfoglalták, de amíg később Chihuahuában harcoltak, addig a kormányerők visszaszerezték a várost.
Az ojinagai csata után Carranza azt szerette volna, ha Villa minél előbb megtámadja Torreónt, de ő időt kért, amíg több embert, több pénzt és több fegyvert gyűjt össze. A pénz egyik legfontosabb forrása – a gyapot és az ixtle értékesítése mellett – a Ciudad Juárez-beli játéktermek, lóversenyek, bárok és bordélyházak megadóztatása volt, de a drogkereskedelemből nem akart hasznot húzni, sőt, a kábítószer elleni harcban együttműködött az USA-beli hatóságokkal is. További pénzt remélt az ifjabbik Luis Terrazas fogvatartásából: egyrészt váltságdíjat követelt érte az államból elmenekült apjától, másrészt hallott olyan híreket, hogy a Terrazas-család nagy értékű vagyont rejtett el valahol a városban, és ezt szerette volna megtudni a fiútól, hogy hol van. A váltságdíjból nem lett semmi, de a 600 000 peso értékű kincset megtalálták. Február 10-én Lázaro de la Garza vezetésével megalakult a villista pénzügyek kezelő szerve, az Északi Hadosztály Kereskedelmi és Pénzügyi Ügynöksége is. A megszerzett pénzből rengeteg fegyvert és lőszert, új egyenruhákat, sőt, még egy kétmotoros, kétszemélyes repülőgépet is vásároltak, ami mellé szerződtettek két külföldi pilótát is.
Villa ezekben a napokban alakította meg Dorados nevű személyes kíséretét, Jesús M. Ríos vezetésével, és új, kezdetben olajzöld kabátos egyenruhákkal, 7 mm-es Mauser puskákkal és Colt pisztolyokkal, .44-es lőszerrel felszerelve.
Mindeközben a forradalmárok számos toborzóirodát nyitottak, és plakátokon hívták fel csatlakozásra a harcolni vágyókat, köztük akár amerikaiakat is: számukra részben angol nyelvű hirdetmények is készültek. Villa ugyancsak jó kapcsolatokra törekedett az amerikai orvosokkal: magas fizetésért számosat alkalmazott közülük újonnan berendezett kórházvonataiban.

### Torreón megközelítése
Miután március közepén csatlakozott a hadosztályhoz egy régi maderista, Felipe Ángeles, aki kiváló tüzér volt, és ezért Villa igen nagyra becsülte, 16-án a hadosztály elindult Torreón felé. A több ezer főnyi sereg számtalan vonatkocsiban és lovon haladt, és útközben is egyre többen csatlakoztak hozzájuk. A kocsik belsejében is szállítottak lovakat, a tetőkön pedig emberek zsúfolódtak össze, de működtek a vagonok tetején rögtönzött konyhák is. Szintén felrakták a vonatokra 29 ágyújukat és 1700 gránátot. Elöl egy felderítő vonat haladt, utána egy sínjavításhoz szükséges anyagokat és eszközöket tartalmazó vonat, majd a lovas vagonok, az élelmiszer-szállító kocsik következtek, aztán a 40 darab, fehérre festett kórházvagon, majd az ágyúszállítók, végül a gyalogság és a tisztek számára kijelölt személykocsik.
Villa az észak felé vezető kommunikációs csatornák elvágásával intézkedett arról, hogy indulásáról ne szerezzenek hírt Ciudad Juárezben és az Egyesült Államokban, így meglepetésként érje a Torreónban állomásozó kormányerőket is, akik arra számítottak, hogy a forradalmárok még egy-két hetet Chihuahuában maradnak.
17-én hajnali 3-kor érkeztek meg Santa Rosalía de Camargo állomására, ahol a városban még aznap megtartották az egyik villista vezér, Rosalío Hernández táncmulatsággal egybekötött esküvőjét. Másnap reggel Hernández Leales de Camargo brigádjával kiegészülve indultak tovább, délben megérkezve Jiménezbe. Délután 5-kor érték el Escalón állomást, egy nappal később pedig a korábbi csatákban elpusztult Yermót. Mivel az egész vidék száraz pusztaság volt, ahol nem lehetett vízhez jutni, Villa 12 tartálykocsit rendelt Chihuahuából csapatainak. 19-én délután 4-kor érkeztek meg Conejos állomásra.
A számos segítő, egészségügyi személyzet és tüzér mellett a brigádok több mint 8000 főt tettek ki. Maclovio Herrera vezette az 1300 fős Juárez brigádot, Eugenio Aguirre Benavides és Raúl Madero az 1500 fős Zaragozát, Toribio Ortega González Ortega nevű csapatában 1200-an, míg Trinidad Rodríguez Cuauhtémoc nevűjében 400-an szolgáltak. Máximo García irányította a 400 fős Madero brigádot, Rosalío Hernández Leales de Camargo csapatának emberei 600-an voltak, 1500-an alkották a José Rodríguez vezette Villa, 400-an vagy 550-en pedig a Miguel González által vezetett Guadalupe Victoria nevű sereget. Ehhez hozzá kell még számítani a körülbelül 500 főnyi durangói különítményt, valamint Villa személyes kíséretét és vezérkarát, mintegy 300 embert.
A Torreónt védő José Refugio Velasco irányítása alatt álló nazasi hadosztálynak 7000 embere, 19 ágyúja és 35 géppuskája volt. Velasco, hogy megakadályozza az előző év őszén történt események megismétlődését, most számos helyszínre csapatokat rendelt. Küldött embereket a vasút mentén a várostól körülbelül 40 km-re északra található Bermejillóba, az északnyugaton 61 km távolságban fekvő Mapimíba, az északkeleti Tlahualilóba és Juan Andreu Almazán vezetésével a Monterrey irányában levő Sacramentóba is, hogy az ottani vasútvonalat védje.
20-án a forradalmár sereg elindult Conejosból, de Aguirre Benavidesék különváltak tőlük, hogy elfoglalják Tlahualilót. Tomás Urbinát, akinek emberei eddig nem egyesültek Villáéival, Mapimíbe küldték, amit 21-ére annak ellenére sikerült elfoglalnia, hogy feketehimlő-járvány tört ki csapatában. Toribio Ortega elővédje Estación Peronalnál ütközött meg Benjamín Argumedo 300 fős, vörösökből álló egységével, akiket egy lovasrohammal megfutamított. Ortega üldözőbe vette őket, de Bermejillónál újabb 300 főnyi ellenségbe ütközött, de őket is szétverték, a megmaradtakat pedig üldözték, végül alig 30-an menekültek meg közülük. Ezzel egyidőben Aguirre Benavides is legyőzte a tlahualilói szövetségieket: 14 embert vesztett (halottak és sebesültek összesen), míg a huertisták közül mintegy 60-an haltak meg. Az északi hadosztály fő része ezután Bermejillóban táborozott le. Villa egybegyűjttette a környéken szétszóródott, korábban szétvert kisebb forradalmárcsapatokat is.
Velascóhoz hasonlóan Villa is csapatokat küldött Sacramentóba, ezeket Aguirre Benavides vezette. A Sacramentót védő Almazán összegyűjtötte lovasait, a tlahualilóból elmenekült szövetségieket, 200 főnyi gyalogságot, valamint 21-én délután Monterrey felől megérkezett hozzá Meraz ezredes további 600 főnyi gyalogsági erősítése, ám ők továbbindultak Torreón felé. Amikor Almazán délután 5–6 körül meglátta a hatalmas porfelhőt, amit a villista lovasok vertek fel, azonnal üzent Meraznak, hogy térjen vissza, ez azonban nem történt meg. Amikor a lovasok megérkeztek, közelharc alakult ki, a szövetségiek pedig hamarosan visszahúzódtak a közeli haciendára, ahol megszállták az épületeket és a tetőket. Mivel Aguirre Benavides és Rodríguez ágyúi valószínűleg megsérültek az út során, sok dinamitos bombájuk pedig nem működött, csak nehezen tudtak előre haladni a településen. Bár nem kértek erősítést, Villa az első helyzetjelentéseket megkapva mégis odaküldte a camargói brigádot. Az éjszakai támadást a védők visszaverték.

## A Gómez Palació-i és a torreóni csata
22-én, amíg a sacramentói csata még tartott, Villa többi emberét a Torreónnal szomszédos Gómez Palacio irányába indította. Az egyik elöl haladó vonatra helyezték fel a Niño nevű hatalmas ágyút, amit tavaly ősszel éppen Torreónban zsákmányoltak, majd egy katonákkal teli vagon következett, utána pedig egy vasúti sínekkel és négy talpfákkal megrakott. A vonat legelején két lámpás ember lógott fejjel lefelé, akik méterről méterre vizsgálták az utat, nincsenek-e robbanószerkezetek drótjai a síneken. A vonatok csak a Gómez Palaciótól 12 km-re fekvő Santa Claráig tudtak előreheladni, mivel a sínek onnantól meg voltak rongálódva. Santa Clarában Villa állítólag megkérdezett néhány parasztot, hogy nem látták-e „azt a bandita Pancho Villát” errefelé. „Isten ments!” – felelte egyikük.
Eközben Sacramentóban eldőlt a csata: a szövetségiekhez tartozó Alfonso Durón kapitány emberei fehér zászlókat emeltek fel, fegyvereiket eldobták, sőt, voltak közöttük, akik „Éljen Villa!” felkiáltásokkal adták tudtára mindenkinek, hogy átállnak a másik oldalra. Almazán kénytelen volt feladni a települést és visszavonulni Torreónba. Mindössze 200 embere maradt, abból is csak 60 sértetlen.
A villisták egy 5 km széles ívben közelítették meg Gómez Palaciót, majd a várostól 4 km-re leszálltak a lóról. A védők hirtelen ágyútüzet zúdítottak a hegyek rejtett zugaiból a forradalmárokra, akik elővédje közül erre többen lovasrohamot indítottak, és magukkal ragadták az újoncok gyalogsági zászlóaljait is. Elérték ugyan a város szélső házait, de a védők géppuskája sok kárt okozott nekik. Felipe Ángeles nem süthette el saját ágyúikat, mert ekkorra már az ellenséges pozíciókkal összekeveredtek saját embereik is. Végül a villistáknak sikerült elfoglalniuk a külvárosokat, igaz, sok halott (különböző források szerint 35 vagy 125) és több mint 200 sérült árán.
23-án reggel 6 körül Ángeles elhelyezte az ágyúkat a várostól nyugatra található San Ignacio nevű kis hegyen. A szövetségiek legfontosabb támaszpontja egy, a város nyugati részén található, a síkságból néhány tíz méter magasra kiemelkedő, nyugat–keleti irányban valamivel több mint 1 km hosszan elnyúló hegy volt, a Cerro de la Pila (csúcsán egy víztartállyal), emellett bázisaik voltak még a Casa Redonda nevű háznál, a Brittingham-udvarnál és a La Esperanza szappangyár kéményeinél is.
Villa úgy tervezte, bekerítik az ellenséget, ezért Herrerát a Gómez Palaciótól délnyugatra található Lerdo elfoglalására küldte. Őt a Huarache-kanyon bejáratánál a szövetségiek Federico Reina nevű tábornoka támadta meg kardokkal felszerelt katonáival, ezért Villa saját kíséretével, a Doradosszal a helyszínre vonult erősítésként, együtt pedig szétverték Reina seregét, magát a tábornokot is megölve. Toribio Ortega brigádjával kiegészülve estére a forradalmárok elfoglalták Lerdót, amit Benjamín Argumedo vörösei védtek. A lakosság nagy része szimpatizált ugyan Villáékkal, de nem merték őket segíteni, mert a szövetségiek megfenyegették őket, hogy ha csak egyetlen lövést is leadnak valamelyik házból, akkor azt lakóival együtt megsemmisítik.
A Gómez Palació-i Cerro de la Pila, amelyet 500 ember védett, és lövészárkokkal, géppuskafészkekkel és kőből rakott falakkal erősítették meg, azonban bevehetetlennek tűnt a felkelők számára. Éjjel 8 támadást indítottak ellene, de mindannyiszor visszaverték őket, összesen 125 főnyi veszteséget okozva nekik. A villisták egyetlen repülőgépe csak a felderítésben hajtott hasznot, bombázásban nem, mivel a magasról ledobott bombák nem működtek. 24-én reggel Sacramentóból visszaérkezett Aguirre Benavides és 4000 embere, így a forradalmárok jelentősen megerősödtek. A nap nyugalomban telt, tanácskoztak, pihentek, a sérülteket vonatokon északra küldték a chihuahuai kórházakba.
Ángeles azt mondta, az ágyúkat csak akkor fogják tudni hatékonyan használni, ha jóval közelebb telepítik őket Torreónhoz, ezért pedig mindenképpen el kell foglalni a Cerro de la Pilát. 25-én délután 3-kor egy négyórás tűzpárbaj kezdődött, a Niño három lövése el is találta a hegyet. Este 8:45-kor Rodríguez, Urbina és Herrera 2000 embere támadást indított a magaslat ellen, de nagy nehézséget okozott, hogy mielőtt elérték volna azt, egy nagy, nyílt területen kellett áthaladniuk, így fentről addig is lőhették őket. Rengetegen meghaltak, és éjfélre a hegyen létesített öt kis erődből csak kettőt sikerült elfoglalniuk. A vasút mentén haladó González Ortega és a Guadalupe Victoria brigádok is támadást indítottak a város ellen, az Ortega brigád azonban nem tudta kiverni a szövetségieket a Casa Blancából, így vissza kellett vonulniuk. Ennek a napnak a csatáiban mindkét oldal nagy veszteségeket szenvedett, a védők közül életét vesztette például Ricardo Peña tábornok, és súlyosan megsérült Eduardo Ocaranza tábornok is.
Eközben viszont a forradalmárok megtisztították a kormányerőktől a Gómez Palacio és Lerdo közötti területet is, valamint éjjel Durangóból újabb segítség érkezett számukra (Severino Ceniceros emberei), de még többek érkezése is hamarosan várható volt. 26-án hajnalban a szövetségiek ellentámadást indítottak, és visszafoglalták az éjjel elvesztett két erődöt a La Pilán. Az enapi harcok alatt érkezett meg szintén Durangóból José Isabel Robles, aki ugyan 1500 embert hozott magával, de lőszerük kevés volt, ruházatuk rongyos, és még cipő sem jutott sokuknak. A vasútjavítók ezalatt helyreállították az utat, így a vonatokon közelebb tudták hozni a legnagyobb ágyúkat, amivel ismét a La Pilát kezdték lőni, de onnan visszalőttek rájuk, így el kellett vonulniuk. Villa visszavonulást rendelt el El Vergelig, hogy ott újra tudja rendezni a sorokat.
26-án újabb támadást indítottak a La Pila ellen, ám az egész városban csend fogadta őket. A huertisták váratlanul kivonultak Gómez Palacióból, és összevonták erőiket a Nazas túlpartján, Torreónban. A több napig tartó csata után Gómez Palacio utcáit holttestek sokasága borította. A város feladásának pontos okai ma sem ismertek, valószínűleg már korábban eltervezték, hogy a fő összecsapásra Torreónban fog sor kerülni, Gómez Palacióban csak a villisták kifárasztása és felőrlése céljából maradnak ideiglenesen.
A 26-ról 27-re virradó éjjel (és másnap is) Villa távírón keresztül üzengetett Ciudad Juárez-i embereinek, akik az ellátás biztosításában fontos szerepet játszottak, és ruhákat, valamint élelmiszert kért tőlük. Ezalatt Gómez Palacióban a győztes csapatok fosztogatni kezdtek, és csak akkor állt helyre a rend, amikor 27-én reggel Villa személyesen érkezett meg a városba. A nap folyamán a forradalmárok üzenetet küldtek Torreónba, és a város átadását kérték, ám Velascóék optimisták voltak: úgy vélték, San Pedróból hamarosan erősítés érkezik hozzájuk, ami aztán „Chihuahuáig üldözi Villát”, így a kérést elutasították.
28-án a szövetségiek a Torreónt övező hegyekről 8 órán keresztül ágyúztak, de semmi eredményt nem értek el vele. A forradalmárok támadása este 10-kor kezdődött, ezúttal a durangóiakat küldték előre: Carrillo embereit a Calabazas csúcshoz, Ceniceroséit a Huarache kanyonhoz, Calixto Contreraséit pedig a La Polvareda csúcshoz. Éjjel mindhárom helyen győzelmet is arattak, ám Carrillo a parancs ellenére nem létesített védelmi állásokat a Calabazason, emberei enni és pihenni mentek, így hajnali 5-kor egy ellentámadásban (amelyben Argumedo vörösei is részt vettek) a villisták a három pozícióból kettőt elvesztettek. Egy rögtönzött hadbíróság az engedetlen Carrillo kivégzéséről hozott ítéletet, Carrillo embereinek pedig Villa két választási lehetőséget hagyott: vagy visszafoglalják, amit az imént elvesztettek, vagy falhoz állítja és lelöveti őket.
Amíg Herrera lovasai a Santa Rosa csúcsot támadták, addig Robles és Aguirre Benavides a védőket megkerülve beszivárgott a városba, ahol házról házra haladtak előre az Alameda környékén. Eközben Toribio de los Santos, akit a Monterreyi út védelmére hagytak a várostól keletre, összeütközött az onnan jövő szövetségi erősítés elővédjével. Amikor ezt Villa megtudta, Ortega és Hernández csapatait segítségül küldte De los Santos mellé. Mivel a Torreónnál maradt forradalmárok meg akarták előzni, hogy az erősítés ideérjen, intenzívebb támadást indítottak. Villa és Urbina a városközpont irányában indított támadást, de géppuskalövések miatt megfutamodtak. Délután 3-kor újra elvesztették a Calabazas csúcsot, négykor pedig a La Cruz csúcs irányába indultak. Este 9-től kezdve nyugalom honolt a hadszíntéren.
30-án reggel kiújultak a harcok, ezúttal a kórház környékén, a Huarache-kanyonnál és a La Polvaredánál, ami ismét a felkelők birtokába került. Délután egykor azonban ismét rövid fegyvernyugvás következett, ugyanis Velasco H. Cunnard brit alkonzulon és George Carothers amerikai követen keresztül tárgyalásokat kezdeményezett a támadókkal. 48 órás tűzszünetet kértek tőlük, ami alatt összegyűjthetik a halottakat, hogy megelőzzék egy esetleges járvány kialakulását, ám Villáék ezt is visszautasították, mert úgy vélték, csak időhúzásról van szó, hogy azalatt ideérjenek a keletről érkező szövetségi csapatok. Így néhány óra múlva újrakezdődtek a lövöldözések. Délután a Calabazason 300 szövetségi megadta magát, és kérték, hogy vezessék őket Villa elé, de Carrillo ezután is lőtte őket, így mindössze 50-en érkeztek meg Gómez Palacióba. Éjjel érkezett meg a hír, hogy Chihuahua kormányzója, Manuel Chao ezer embert küld a forradalmároknak, mivel ott helyben nincs szüksége ekkora erőkre.
31-e viszonylag nyugodt nap volt, sokan pihentek, bár Argumedo és Robles csapatai ekkor is harcoltak. Ciudad Juárezből elindult egy ellátmányokkal teli vonat a hadszíntérre. Másnap egy nagy csapat védő ki akart törni a köréjük vont gyűrűből a La Fortuna hegy oldalánál, ám a forradalmárok lőtték őket, így kísérletük nem sikerült. Ekkor érkezett a hír, hogy De los Santos feltartóztatta a keletről érkező szövetségieket, Chao chihuahuai forradalmárai viszont megjöttek, így a támadók jelentős fölénybe kerültek. Villa leállíttatta Carrillo kivégzését, cserébe viszont arra utasította Carrillo embereit, hogy ismét próbálják visszafoglalni az elvesztett pozíciókat. Mások ismét a városközpontot és a Huarache-kanyont támadták.
Április 2-án éjjel 2 körül Miguel González ismét elfoglalta a Calabazast (bár ezt három órával később megint elvesztették), Eladio Contreras pedig a La Polvaredát, majd a városban két laktanya is a forradalmárok kezére került. Reggel a huertisták a Santa Rosa hegyet támadták, de a Morelos brigádhoz tartozó Mateo Almanza ezredes erői megvédték azt.
Az elmúlt nap volt a legvéresebb a harcok két hete alatt, a szövetségieknek azonban a rengeteg halott mellett a lőszerhiány is gondot kezdett okozni: eredeti 2 millió lőszerüknek már csak a nyolcadrésze maradt meg. Ez is hozzájárult ahhoz, hogy úgy döntsenek: délután négykor megmaradt 4000 emberükkel Viesca irányába elmeneküljenek. A hír, hogy a szövetségiek távoznak a városból, csak estére lett nyilvánvaló. Villa és seregei azonban kimerültek, így nem eredtek a nyomukba, örültek, hogy végre lélegzethez jutottak.
Alberto Calzadíaz szerint a forradalmárok közül 1781-en vesztették életüket 1937 sebesült mellett (Villa Carranzának 1500 sebesültről számolt be), a szövetségiek közül pedig állítása szerint összesen 8000-en haltak vagy sérültek meg, kerültek fogságba vagy hagyták el a sereget. A vesztesek 400 súlyos sérültet Torreónban hagytak, gyógyításukról a villisták gondoskodtak. Bár néhány fogságba esett tisztet most is agyonlőttek, ez alkalommal sokkal kevesebbet, mint a korábbi csatákban.
A villistákkal szerződésben álló Mutual Film Corporation a torreóni csata idején is próbált filmezni, ám a felvételek tönkrementek, és egy részüket később az Egyesült Államokban az események újralejátszásával ismételten el kellett készíteniük. Elterjedt legenda, hogy Villa a filmesek kedvéért egy eredetileg éjszakára tervezett támadást nappalra halasztott, de valószínűleg ilyen eset a valóságban nem történt.

## A csata utáni napok
Amikor 3-án reggel 9-kor Villa megérkezett a városba, valóságos népünnepély fogadta. Valószínűleg az ő rendeletére (mivel híres volt antialkoholistaságáról) másnap olyan felhívások lepték el a Comarca Lagunera városait, melyek szerint tilos az alkoholos italok fogyasztása, az ezt megszegőket figyelmeztetés nélkül lelövik. Azt is kihirdette, hogy aki nem takarítja ki házát kívül-belül és a háza előtti utcarészt, azt 100 pesóra bünteti. Elfogatta a város spanyol lakosságát is (néhány kivétellel), és először egy pincébe záratta, majd 5 vagonba zsúfolva az északi határ felé indíttatta őket. Ennek oka egyrészt az volt, hogy a harcban többségükben Huertát támogatták, másrészt értesült róla, hogy alkalmazottaiknak rendkívül alacsony bért szoktak fizetni, és ez is felháborította. Két hónappal később visszaengedte azokat, akik nem támogatták a kormányt, és elismerte, hogy voltak igazságtalanságok velük szemben, de mentségül azt hozta fel, hogy mindez háborús körülmények között történt.
A csata a városban is hatalmas pusztítást végzett, ráadásul a hadizsákmány sem volt jelentős, mert amit a menekülők nem vittek el, azt elégették. Megmaradt viszont rengeteg gyapot, amit Villa északra küldött eladni, és a többek között ezért kapott pénzből kenyeret, kukoricát és babot osztott a torreóni lakosoknak. Vásárolt emellett lisztet, sót, egy vagonnyi zsírt, 27 624 pár csizmát és 2500 kalapot. További bevételei származtak a Torreónban újonnan megnyitott játéktermek megadóztatásából.
A torreóni csata után még egy jelentős összecsapásra került sor a San Pedro de las Coloniasban összegyűlő, valamivel több mint 10 000 fős, soraiban nem kevesebb mint 22 tábornokot felvonultató szövetségi sereg és a villisták között: a 12–16 ezer forradalmár április 14-én mért vereséget a kormányerőkre, a megmaradtak Saltillo irányába távoztak.